# Maurice Grimaud
Pour le député de la Loire-Inférieure, voir Maurice Grimaud (homme politique). Pour les autres homonymes, voir Grimaud.
Maurice Grimaud, né le 11 novembre 1913 à Annonay (Ardèche) et mort le 16 juillet 2009 à Paris dans le 15e arrondissement de Paris, est un haut fonctionnaire français.
Il fut préfet de Police de Paris lors des événements de Mai 68.

## Une carrière préfectorale
Maurice Grimaud est le petit-fils d'Antoine Grimaud, maire d'Annonay de 1904 à 1919. Il commence des études littéraires, obtient une licence de lettres, apprécie Gide, Proust, Giraudoux et Valéry, passe un été chez son ami Roger Martin du Gard. Mais après son échec au concours d'entrée de l'École normale supérieure (qu'il regrettera toute sa vie),, il intègre la fonction publique comme attaché à la résidence générale du Maroc, de 1936 à 1943, d'abord comme précepteur du fils du résident général de France, Charles Noguès, puis à partir de 1938 comme conseiller diplomatique. Il travaille ensuite au commissariat à l'Intérieur à Alger, de 1943 à 1944, auprès du gouvernement  de Gaulle-Giraud. Entre 1935 et 1936, il milite au sein d'une petite formation de la gauche pacifiste, le Parti frontiste.
Il est ensuite directeur de cabinet de l'administrateur général français à Baden-Baden en Allemagne, de 1945 à 1947, conseiller de l'Organisation internationale des Réfugiés (OIR) à Genève, en 1948 et 1949, délégué général pour la France, en 1950 et 1951, et directeur de l'Information à la résidence générale de France au Maroc, de 1951 à 1954.
Revenu en France, il devient en janvier 1954 conseiller technique au cabinet de François Mitterrand, alors ministre de l'Intérieur. Quelques mois plus tard, il est nommé préfet des  Landes, puis en 1957 préfet de la Savoie où il a un rôle prépondérant dans les cérémonies du Centenaire du Rattachement de la Savoie à la France, la création des premières intercommunalités et le développement de Courchevel. Il devient ensuite préfet de la  Loire en 1961. Maurice Grimaud est nommé en 1963 directeur général de la Sûreté nationale (alors qu'éclate l'affaire Ben Barka, qui cependant n'implique pas la police).

## Préfet de police à Paris en mai 68
Du 27 décembre 1966 au 13 avril 1971 il est le préfet de police de Paris. À 54 ans, Maurice Grimaud succède à Maurice Papon à ce poste (où il souligne que le racisme est présent parmi les policiers). À l'âge de 21 ans, il avait été témoin de la confrontation mortelle qu'il y avait eu entre manifestants et forces de l'ordre le 6 février 1934 sur la place de la Concorde. Il souhaite que ces tragiques événements ne se reproduisent pas. Ainsi il fait tout pour éviter un bain de sang lors des manifestations de mai 1968 : « Frapper un manifestant tombé à terre c’est se frapper soi-même en apparaissant sous un jour qui atteint toute la fonction policière » (lettre aux forces de police du 29 mai 1968). Si plusieurs centaines de blessés sont recensés, aucun mort ne peut être relié aux événements. En octobre 1968, il appuie la dissolution du groupe Occident.
Face au ministre de l’Éducation, le Premier ministre Georges Pompidou soutint le 1er mai la position de Grimaud de ne pas procéder à l’arrestation de Daniel Cohn-Bendit. Dans sa déclaration à l’Assemblée nationale du 14 mai 1968, le Premier ministre souligne « la fermeté et l’humanité avec laquelle le préfet de police n’a cessé, conformément aux instructions du ministre de l'Intérieur, de diriger l’action de ses hommes. Dans ses mémoires publiés le 22 avril 1977, à l'âge de 64 ans, il affirme avec ironie, qu’il a « davantage tenté de guérir Paris de sa mauvaise circulation “que de ses gauchistes qui, après tout, n’étaient pas si loin de mes idées quand ils commencèrent à brûler les voitures” »,. Il est alors convié à un numéro de l’émission télévisée Apostrophes, créée trois ans auparavant, dans laquelle Bernard Pivot souhaite faire dialoguer Maurice Grimaud avec Daniel Cohn-Bendit. Les deux invités dialoguent avant l'émission par voie de presse mais le second n'obtient pas le droit de rentrer en France. Bernard Pivot met alors en place un duplex depuis Genève pour faire apparaître son visage dans un téléviseur placé sur le fauteuil. Maurice Grimaud prend alors la défense du droit de Daniel Cohn-Bendit de rentrer en France, tandis qu'on annonce une arrivée à Paris le 8, 9 ou 10 mai.
Il refuse d'être présenté comme un héros ayant empêché le sang de couler lors des événements de mai 1968 et souligne l'organisation de la police face à des situations d'émeutes. Maurice Grimaud reconnaît que ses engagements de jeunesse à gauche l'avaient aidé à comprendre cette révolte. Par sa relation pragmatique avec le Premier ministre Georges Pompidou, le Gouvernement n'enclenche pas une spirale répressive. Ses efforts, conjugués à ceux du ministre de l'Intérieur Christian Fouchet, font qu'il n'y a pas eu de morts à Paris.
Maurice Grimaud a raconté cette période troublée dans son livre En mai, fais ce qu'il te plaît, qui s'appuie sur l'agenda quotidien qu'il tenait. Préfet de Police, il illustre le haut commis de l'État, fidèle aux valeurs républicaines et assurant la continuité de l'État, sans être au-devant de la scène.

## Haut fonctionnaire
Il est nommé secrétaire général à la Direction générale de l'Aviation civile en 1971 (lancement du Concorde, du programme Airbus…), poste qu’il quittera en 1975 pour prendre la direction de la Régie Immobilière de la Ville de Paris.
Il revient à la haute fonction publique en mai 1981, en devenant le directeur de cabinet de Gaston Defferre, ministre d'État, ministre de l'Intérieur et de la Décentralisation, où il prépare notamment la décentralisation. En juillet 1984, lorsque Pierre Joxe est nommé ministre de l'Intérieur, il suit Gaston Defferre au ministère d'État chargé du Plan et de l'Aménagement du territoire jusqu'en 1986.
Son dernier poste sera celui de délégué général du  médiateur de la République, de 1986 à 1992. Maurice Grimaud est passionné d'art contemporain, il a été reconnu pour son humanisme, son goût du dialogue et son rejet de tout sectarisme. Il a passé sa retraite entre Paris et Saint-André-de-Cruzières, dans le sud de l'Ardèche. Il avait épousé Jeanne Teilhac (1913-2007).

## Récompenses et distinctions

### Décorations
- Commandeur de la Légion d'honneur[16]
- Commandeur de l'ordre national du Mérite
- Commandeur des Arts et des Lettres
- Médaille de l'Aéronautique

### Hommages
- Entrée en fonction en 2010, la soixantième promotion de commissaires de police issus de l'École nationale supérieure de la police porte le nom de Maurice Grimaud.
- Quai du Marché-Neuf-Maurice-Grimaud, située dans le 4e arrondissement de Paris, en France.
- Rue Maurice-Grimaud, située dans le 18e arrondissement de Paris, en France.

## Œuvres
- En mai, fais ce qu'il te plaît, Stock, 1977
- La Police malade du pouvoir, Seuil, 1980
- Je ne suis pas né en mai 68 — Souvenirs et carnets 1934-1992, Tallandier, 2007
- Mai 68, Tempus, 2018 (rééd.)

## Vidéos
- Entretien vidéo : Mai 68 vu par Maurice Grimaud. Réalisé dans le cadre de la sortie du hors-série spécial Mai 68 de Liaisons, le magazine de la préfecture de police.
- Interview exclusive accordée par Maurice Grimaud en avril 2008 à Liaisons, le magazine de la préfecture de police, dans le cadre de la sortie du hors-série Mai 68.
- Interview-rencontre de Daniel Cohn-Bendit avec le préfet Maurice Grimaud, donnée au Point, mai 2008.